# کودینسک
شهر کودینسک (به روسی: Кодинск) در کشور روسیه و در کرای کراسنویارسک واقع شده‌است.